# Полянка (Білгород-Дністровський район)
Поля́нка (давня назва — Алкалія + Виноградне (Страсбург I + Мала Мар'янівка) — село в Україні, у Маразліївській сільській громаді, Білгород-Дністровського району Одеської області. Населення становить 87 осіб.

## Населення
Згідно з переписом 1989 року населення села становило 110 осіб, з яких 51 чоловік та 59 жінок.
За переписом населення 2001 року в селі мешкало 87 осіб.
Мова
Розподіл населення за рідною мовою за даними перепису 2001 року був наступним:
| українська | 83 | 95,4 |
| російська  | 3  | 3,45 |
| молдовська | 1  | 1,15 |